# Walter Boos
Michael Walter Boos (* 22. November 1928 in München; † 22. November 1996 in Grünwald) war ein deutscher Filmeditor, Filmregisseur und Drehbuchautor.

## Leben und Wirken
Boos begann als Volonteur bei den Münchner Kammerspielen und brachte es bis zum Regieassistenten. 1946 ging er zur Bavaria Film, wo er zunächst als Schnittassistent arbeitete und 1948 erstmals als Schnittmeister fungierte. Er führte bei zahlreichen Produktionen den Filmschnitt aus, darunter mehrere mit dem Hauptdarsteller Heinz Rühmann.
Seit 1956 wurde er zeitweise als Regieassistent eingesetzt, doch wegen mangelnder Einsatzmöglichkeiten beschäftigte er sich in der zweiten Hälfte der sechziger Jahre vor allem beim Fernsehen wieder als Schnittmeister. Erst im Zuge der Sexwelle konnte er sich als Regisseur durchsetzen. Vor allem zahlreiche Report-Filme, darunter viele Teile der überaus erfolgreichen Filmreihe Schulmädchen-Report gehen auf sein Konto. In den letzten Jahren seiner Karriere war Boos wieder als Editor für das Fernsehen tätig.

## Filmografie
- 1948: Morgen ist alles besser (Schnitt)
- 1949: Um eine Nasenlänge (Regie-Assistenz)
- 1949: Martina (Schnitt)
- 1950: Falschmünzer am Werk (Schnitt)
- 1950: Wer fuhr den grauen Ford? (Schnitt)
- 1951: Hanna Amon (Schnitt)
- 1952: Mönche, Mädchen und Panduren (Schnitt)
- 1953: Die blaue Stunde (Schnitt)
- 1953: Sterne über Colombo (Schnitt)
- 1954: Männer im gefährlichen Alter (Schnitt)
- 1954: Die Gefangene des Maharadscha (Schnitt)
- 1954: Angst (La paura) (Schnitt)
- 1954: Die goldene Pest (Schnitt)
- 1954: Gefangene der Liebe (Schnitt)
- 1955: 08/15 Zweiter Teil (Schnitt)
- 1955: 08/15 in der Heimat (Schnitt)
- 1956: Kirschen in Nachbars Garten (Schnitt, Regie-Assistenz)
- 1956: Das alte Försterhaus (Schnitt, Regie-Assistenz)
- 1956: Wo die alten Wälder rauschen (Schnitt)
- 1956: Weil du arm bist, mußt du früher sterben (Regie-Assistenz)
- 1957: Heute blau und morgen blau (Schnitt, Regie-Assistenz)
- 1957: Nachts, wenn der Teufel kam (Schnitt, Regie-Assistenz)
- 1957: Weißer Holunder (Schnitt)
- 1958: Lilli – ein Mädchen aus der Großstadt (Schnitt, Regie-Assistenz)
- 1958: Der Pauker (Schnitt, Regie-Assistenz)
- 1959: Dorothea Angermann (Schnitt, Regie-Assistenz)
- 1959: Arzt ohne Gewissen (Schnitt)
- 1959: Ein Tag, der nie zu Ende geht (Schnitt)
- 1959: Liebe auf krummen Beinen (Schnitt, Regie-Assistenz)
- 1960: Das schwarze Schaf (Schnitt, Regie-Assistenz)
- 1960: Faust (Schnitt, Regie-Assistenz)
- 1960: Mein Schulfreund (Schnitt, Regie-Assistenz)
- 1961: Mörderspiel (Schnitt)
- 1961: Stadt ohne Mitleid (Town Without Pity) (Schnitt)
- 1961: Die Stunde, die du glücklich bist (Regie-Assistenz)
- 1962: Max, der Taschendieb (Schnitt, Regie-Assistenz)
- 1962: Er kann’s nicht lassen (Schnitt, Regie-Assistenz)
- 1962: Die blonde Frau des Maharadscha (Schnitt)
- 1963: Meine Tochter und ich (Schnitt)
- 1964: Vorsicht Mister Dodd (Regie-Assistenz)
- 1964: Ein Sarg aus Hongkong (Schnitt, Regie-Assistenz)
- 1965: Lage hoffnungslos – aber nicht ernst (Situation Hopeless… But Not Serious) (Schnitt)
- 1966: Agent 505 – Todesfalle Beirut (Regie-Assistenz)
- 1966: Fünf vor 12 in Caracas (Ko-Regie)
- 1967: Kommissar Brahm (Fernsehserie, Regie in 7 Folgen)
- 1970: Schulmädchen-Report: Was Eltern nicht für möglich halten (Schnitt, Regie-Assistenz)
- 1971: Jürgen Rolands St. Pauli-Report (Regie-Assistenz)
- 1971: Der neue heiße Report: Was Männer nicht für möglich halten (Mit-Regie)
- 1972: Schulmädchen-Report. 3. Teil: Was Eltern nicht mal ahnen (Regie)
- 1972: Die jungen Ausreißerinnen – Sex-Abenteuer deutscher Mädchen in aller Welt (Regie)
- 1972: Krankenschwestern-Report (Regie)
- 1972: Liebe in drei Dimensionen (Regie)
- 1972: Mädchen, die nach München kommen (Regie)
- 1973: Der Ostfriesen-Report: O mei, haben die Ostfriesen Riesen (Regie)
- 1973: Schlüsselloch-Report (Regie)
- 1973: Schulmädchen-Report. 5. Teil: Was Eltern wirklich wissen sollten (Regie)
- 1973: Sex-Träume-Report (Regie)
- 1973: Urlaubsgrüße aus dem Unterhöschen (Regie)
- 1974: Charlys Nichten (Regie)
- 1974: Die Rache der Ostfriesen (Regie)
- 1974: Magdalena – vom Teufel besessen (Regie)
- 1975: Schulmädchen-Report. 9. Teil: Reifeprüfung vor dem Abitur (Regie)
- 1976: Schulmädchen-Report. 10. Teil: Irgendwann fängt jede an (Regie)
- 1977: … und die Bibel hat doch recht (Schnitt)
- 1978: Schulmädchen-Report. 12. Teil: Junge Mädchen brauchen Liebe (Regie)
- 1978: Das Wirtshaus der sündigen Töchter (Regie)
- 1979: Die Schulmädchen vom Treffpunkt Zoo (Regie)
- 1979: Kesse Teens und irre Typen (Regie, Drehbuch)
- 1980: Drei Schwedinnen auf der Reeperbahn (Regie)
- 1980: Schulmädchen-Report 13. Teil: Vergiß beim Sex die Liebe nicht (Regie)
- 1981: Nightfall (Schnitt)